# Don't starve
Don't starve är ett överlevnadsspel med karaktärer i 2D och en värld i 3D som går ut på att samla resurser för att överleva i den hårda världen. Med resurserna så skapar man maskiner som hjälper spelaren att överleva och upptäcka fler möjligheter i spelet. Spelet är utvecklat av indieföretaget Klei Entertainment och släppt via Valves Steam-programvara för Microsoft Windows, OS X, och Linux under april 2013. En Playstation 4-version gavs ut i januari 2014.
Spelet följer karaktären Wilson på hans äventyr på en okänd ö efter att ha blivit förd dit av Maxwell, skurken i spelet. På ön behöver Wilson överleva så länge som möjligt. Med god hälsa och mental stabilitet undviker Wilson absurda händelser och övernaturliga fiender som försöker döda och äta upp honom.
Don't starve är Kleis första försök med överlevnadsgenren då Kleis försöker experimentera med en ny genre för varje ny release. Spelet är influerat av Minecraft och filmskaparen Tim Burton. Spelet har fått positiva kommentarer från kritiker som lovordat dess originella musik, grafiken, olika sätt att dö på medan dess svårighetsgrader och införandet av "permanent död" var mindre uppskattat. Under 2013 såldes mer än en miljon exemplar av spelet.

## Upptäck ett okänt lands mysterier
Spela rollen som Wilson, en orädd gentlemannamässig vetenskapsman som har fångats av en demon och transporterats till en mystisk vildmarksvärld.
Använd dig av miljön och dess invånare för att fly och hitta vägen hem. Ge dig in i en värld fylld av märkliga varelser, faror och överraskningar. Samla på dig resurser för att skapa föremål och byggnader som passar din överlevnadsstil. Men framförallt, svält inte ihjäl!